# Florida Keys
Florida Keys er en ørække, som fra Floridas sydspids strækker sig mod vest ind i den Mexicanske Golf.
De ligger i Monroe County. De vigtigste øer er:
- Key West
- Key Largo